# 成都之战 (829年)
成都之战是唐文宗大和三年（829年），南诏军大举攻打唐朝、围攻成都的作战。
唐朝剑南西川节度使杜元颖不通军事，专门蓄财，削减戍边士卒的衣食。西南边军缺衣少食，纷纷进入南诏境内掠盗。南诏自权臣王嵯颠掌政后，密谋入侵唐朝，他派人给入境抢劫的唐卒衣食，趁机了解了西川的虚实。
829年十一月，王嵯颠率南诏军在西川降卒的引导下北上入侵西川，攻陷巂州（治越巂，今四川越西）、戎州（治僰道，今四川宜宾）二州。十一月二十八日，杜元颖率军在邛州（治临邛，今四川邛崃）以南与南诏军交战，西川兵大败，南诏军乘胜攻占邛州。同月，唐文宗李昂下诏征发剑南东川、兴元、荆南三道的兵马前往西川救援、十二月初一，又征发鄂岳、襄邓、陈许等兵再往增援，十二月初三，唐文宗任命剑南东川节度使郭钊为剑南西川节度使，仍兼东川节度使，王嵯颠率南軍自邛州抵成都，十二月初四，攻陷成都外城。杜元颖率将士退保牙城，几次想弃城逃跑。十二月初六，唐文宗贬杜元颖为邵州刺史。十二月十三日，诏令右领军大将军董重质为神策、诸道四川行营节度使，又发太原、凤翔两道兵赴西川。南诏军继续北犯东川，进入节度使驻地梓州（治郪县，今四川三台）的西城，郭钊兵寡势弱，无力抵抗，写信责备王嵯颠负约。表面上同郭钊议和，率军撤退，临走时却纵兵掠夺成都附近的妇女和各行业工匠数万人以及珍货宝物。